# Bistum Yan’an
Das Bistum Yan’an (lat.: Dioecesis Iennganensis) ist eine in der Volksrepublik China gelegene römisch-katholische Diözese mit Sitz in Yan’an.

## Geschichte
Das Bistum Yan’an wurde am 15. Oktober 1696 durch Papst Innozenz XII. mit der Apostolischen Konstitution E sublimi Sedis aus Gebietsabtretungen des Bistums Nanking als Apostolisches Vikariat Shaanxi errichtet. 1712 wurde das Apostolische Vikariat Shaanxi in Apostolisches Vikariat Shaanxi und Shanxi umbenannt, nachdem das Gebiet des aufgelösten Apostolischen Vikariats Shanxi dazukam. Am 3. Februar 1844 wurde das Apostolische Vikariat Shaanxi und Shanxi in die Apostolischen Vikariate Shaanxi und Shanxi geteilt. Das Apostolische Vikariat Shaanxi gab am 21. Juni 1878 Teile seines Territoriums zur Gründung des Apostolischen Vikariates Gansu ab. Am 6. Juli 1887 wurde das Apostolische Vikariat Shaanxi in die Apostolischen Vikariate Nord-Shaanxi und Süd-Shaanxi geteilt. Das Apostolische Vikariat Nord-Shaanxi gab am 12. April 1911 Teile seines Territoriums zur Gründung des Apostolischen Vikariates Zentral-Shaanxi ab. Am 3. Dezember 1924 wurde das Apostolische Vikariat Nord-Shaanxi in Apostolisches Vikariat Yan’an umbenannt.
Das Apostolische Vikariat Yan’an wurde am 11. April 1946 durch Papst Pius XII. mit der Apostolischen Konstitution Quotidie Nos zum Bistum erhoben und dem Erzbistum Xi’an als Suffraganbistum unterstellt.

## Ordinarien

### Apostolische Vikare von Shaanxi und Shanxi
- Antonio Laghi OFM (1715–1727)
- Francesco Saraceni OFM (1727–1742)
- Eugenio Piloti OFM (1742–1756)
- Jean-Antoine Buocher OFM (1756–1760)
- Francesco Magni OFM (1763–1777)
- Nathaniel Bürger OFM, 1777–1778, dann Koadjutorbischof von Nanking
- Antonio Maria Sacconi OFM (1778–1785)
- Mariano Zaralli OFM (1787–1790)
- Crescenzio Cavalli OFM (1791 – 24. Dezember 1791)
- Giovanni Battista di Mandello OFM, 1792–1804
- Antonio Luigi Landi OFM, 1804–1811
- Joachin Salvetti OFM, 1815–1843

### Apostolische Vikare von Shaanxi
- Alfonso-Maria di Donato OFM, 1844–1848
- Ephysius Chiais OFM, 1848–1884
- Pasquale Pagnucci OFM, 1884–1887

### Apostolische Vikare von Nord-Shaanxi
- Pasquale Pagnucci OFM, 1887–1901
- Clemente Coltelli OFM, 1900–1901
- Odoricus Giuseppe Rizzi OFM, 1901–1905
- Athanasius Götte OFM, 1905–1908
- Auguste-Jean-Gabriel Maurice OFM, 1908–1911, dann Apostolischer Vikar von Zentral-Shaanxi
- Celestin Ibáñez y Aparicio OFM, 1911–1924

### Apostolische Vikare von Yan’an
- Celestin Ibáñez y Aparicio OFM, 1924–1946

### Bischöfe von Yan’an
- Celestin Ibáñez y Aparicio OFM, 1946–1949
- Pacificus Ly-Hsüan-te OFM, 1951–1972
- Sedisvakanz, 1972 – 2018
- John Baptist Yang Xiaoting, seit 22. September 2018